# Sint-Mauritiuskerk (Münster)
De katholieke stifts- en parochiekerk Sint-Mauritius (Duits: Stifts- und Pfarrkirche St. Mauritz) is het oudste gedeeltelijk nog oorspronkelijk gebleven sacrale bouwwerk van de Westfaalse stad Münster. De kerk ligt in de naar de kerk genoemde wijk, net buiten de binnenstadsring.

## Geschiedenis
De kerk was een stiftkerk van het collegiale Mauritiusstift, dat na het domkapittel van de Sint-Paulusdom het meest invloedrijke stift van het bisdom Münster was.
Het is onbekend wanneer het stift werd opgericht, maar er zijn meerdere aanwijzingen dat bisschop Frederik I van Münster († 1084) er de stichter van was. De voltooiing van de bouw vond vermoedelijk in de ambtsperiode van bisschop Erpho plaats, de opvolger van Frederik I. Beide bisschoppen werden in de stiftskerk begraven. De opvolgers vergrootten het stift met een kruisgang en stiftgebouwen. Aan de kruisgang werden kleine kapellen gebouwd, zoals de Blasiuskapel waarin bisschop Burchard werd bijgezet. Om het stift heen, dat destijds nog buiten de stadspoorten van Münster lag, vestigden zich handwerklieden, zodat zich een kleine voorstad begon te ontwikkelen. 
In 1529 begon de kapelaan van de Mauritiuskerk, Bernhard Rottmann, met het preken van de protestantse leer. Daarmee werd het Mauritiusstift het uitgangspunt van het latere tirannieke doperrijk onder leiding van Jan van Leiden. Nadat de wederdopers in 1534 de controle over de stad verkregen, viel ook het Mauritiusstift ten prooi aan de vernielingen van de wederdopers. Na het neerslaan van het doperrijk door de troepen van de bisschop werden de stiftkerk en de stiftgebouwen gerenoveerd.  
Het stift werd in 1811 als gevolg van de secularisatie opgeheven. Sindsdien is de Mauritiuskerk een zelfstandige parochiekerk. De kruisgang werden met de kapellen in 1832 afgebroken. Van de stiftgebouwen zijn tegenwoordig slechts de voormalige curie en resten van de oude dekenij bewaard gebleven. De stiftcurie ligt tegenover de Mauritiuskerk. Het gebouw werd in 1758, vermoedelijk naar het ontwerp van Johann Conrad Schlaun gebouwd en wordt tegenwoordig als pastorie gebruikt. Ook is er nog een restant van de voormalige omheining van het IMMUNITAS SANCTI MAURITII aanwezig. Het betreft een pijler van de oostelijke toegangspoort uit 1754, waarvan de kroonlijst deze Latijnse verwijzing draagt.
Na de grootscheepse verwoesting van de Sint-Paulusdom in 1945 was de Mauritiuskerk tijdelijk de enige nog bruikbare oude kerk van Münster. Sinds 30 mei 2013 is de Mauritiuskerk de parochiekerk van de samen met een aantal andere parochies nieuw gevormde parochie Sankt Mauritz.

## Gebouw
Nadat er tot het midden van de 12e eeuw werd doorgebouwd aan de stiftkerk, duurde het tot de 15e eeuw eer dat er weer een grote verbouwing plaatsvond. Het romaanse vierkante koor met een halfronde apsis werd toen vervangen door het huidige en aanmerkelijk grotere gotische koor. Van de oorspronkelijke stiftkerk stammen de twee romaanse torens die het koor flankeren. Aan de noordelijke zijde van het koor bevindt zich buiten de kerk een monumentale kruisingsgroep van zandsteen. Oorspronkelijk stond de door Gerhard Gröninger in 1630 gemaakte kruisigingsgroep in de kruisgang. Links daarvan bevindt zich een laatgotische nis met een beeld van de Moeder Gods. Het beeld betreft een kopie, het origineel uit circa 1500 bevindt zich in de pastorie. Aan de zuidelijke zijde van het koor is de sacristie aangebouwd. Deze aanbouw bestaat deels nog uit resten van het oude romaanse muurwerk. Het oorspronkelijke romaanse kerkschip was eenschepig. Het werd in de jaren 1859-1861 vervangen door een neoromaans kerkschip naar een ontwerp van de diocese-bouwmeester Emil von Manger, nadat het romaanse kerkschip wegens bouwvalligheid moest worden afgebroken. Het nieuwe kerkschip werd rijk beschilderd. Bewaard zijn de muurschilderingen op de vlakken boven de arcadebogen in het middenschip met voorstellingen van de acht zaligheden. Ze gaan schuil achter een beschermingswand, die, net als de andere muurvlakken van de kerk, in witte kleuren zijn geschilderd. Een impressie van de oorspronkelijke beschildering van de kerk is te zien op expositie-afbeeldingen in de Erphokapel.
Bijzondere aandacht verdienen de twaalf reliëfs aan de oostelijke koortorens. Vier van deze reliëfs werden in 1890 ondergebracht in het Westfälische Landesmuseum en vervangen door replica's. Zes reliëfs werden zwaar gerestaureerd en twee geheel nieuw gemaakt. Oorspronkelijk waren er derhalve tien van degelijke reliëfs ingemetseld. Ze stellen vijf vrouwelijke heiligen en vijf soldaten voor. Van de vier reliëfs die naar het museum werden overgebracht zijn nog drie over. De reliëfs behoren tot de vroegste getuigen van beeldhouwkunst in Duitsland en ze zijn vermoedelijk in 1090 ontstaan.

## Erphokapel
Van bijzonder belang is de Erphokapel. Dit is een rechthoekige ruimte met een vlak gewelf, die westelijk van de grote toren werd aangebouwd. De kapel is zowel van binnen (via de toren) als van buiten te betreden. Boven het buitenportaal is een reliëf van de heilige Mauritius aangebracht. In de kapel bevinden zich meerdere epitafen, o.a. het epitaaf van de decaan Johann Belholt († 1489), een vroeg werk van de beeldhouwer Evert van Roden uit Münster. Voorts bevinden zich aan de noordelijke en zuidelijke muur de grafmonumenten van de bisschoppen Frederik I (1576 -  Johann Reining) en Erpho (1620). Buiten de vaste erediensten wordt de Erphokapel als gebedsruimte gebruikt.

## Interieur

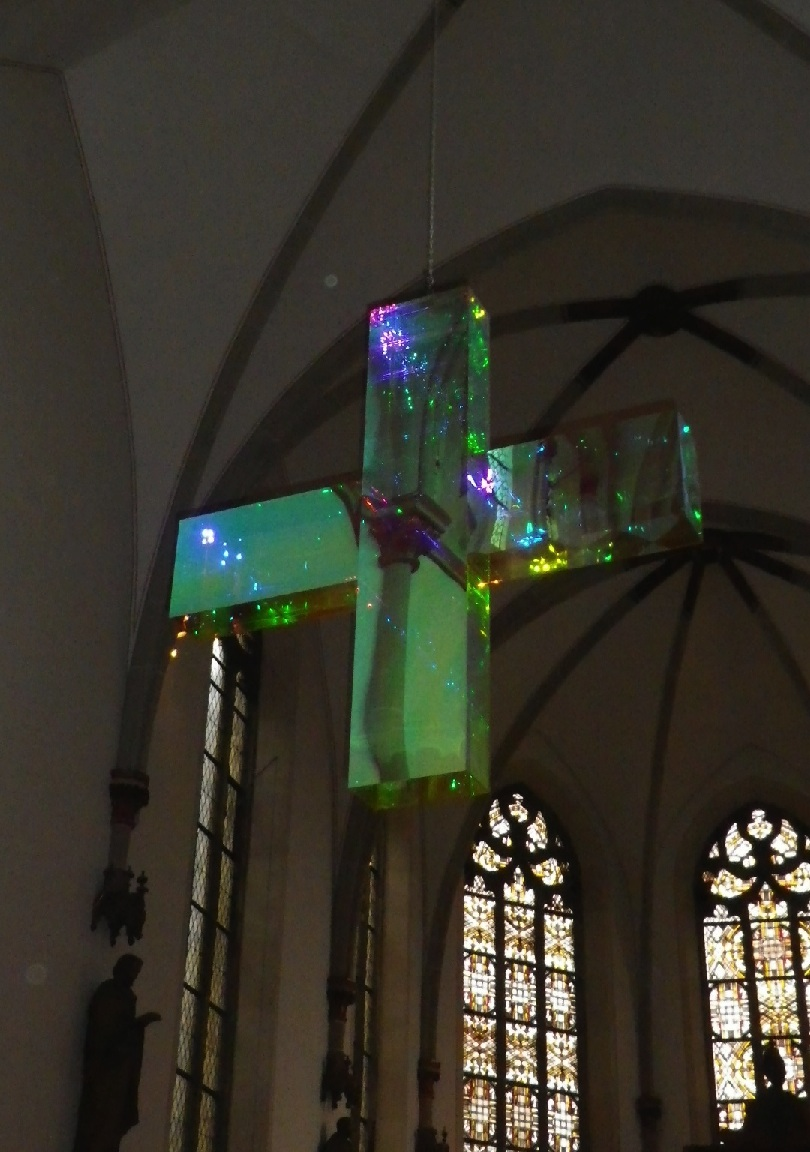
lichtkruis

- Van het vroegere hoofdaltaar uit 1664 is het altaarschilderij van de kruisiging van Jezus bewaard gebleven. Het schilderij werd lange tijd aan Anthony van Dyck toegeschreven, maar het werd in de 17e eeuw door Jan Boeckhorst geschilderd, een leerling van Peter Paul Rubens. Op het schilderij staat links de opdrachtgever (proost Arnold von Vittinghoff) afgebeeld. Het schilderij werd in 2009 gerestaureerd.
- Op de zuidelijke muur van het koor hangt een voorstelling van de kruisiging uit het jaar 1547. Het schilderij werd door Hermann tom Ring, telg van een Münsterlandse schildersfamilie, vervaardigd.
- In het noordelijke zijschip staat een Madonna met Kind in Nazarener-stijl. Het beeld werd in 1861 gemaakt door Wilhelm Achtermann en vormde vanaf 1862 onderdeel van een niet meer bestaand altaar op dezelfde plaats. Het Jezuskind is verhoudingsgewijs groot uitgevoerd en kijkt naar het kruis, dat Hij in de hand heeft. Ook de blik van Maria is op het kruis gericht. Ze staat op een slang, die zich om de appel van de boom van de kennis van goed en kwaad windt.
- De ettelijke epitafen in de kerk zijn voornamelijk afkomstig uit de afgebroken kruisgang.
- Opvallend is het moderne triomfkruis boven het altaar. Het was een kunstobject uit de tentoonstelling Das Kreuz mit dem Kreuz, die van 2007 tot 2009 in verschillende kerken in Noordrijn-Westfalen werd georganiseerd. Het lichtkruis is van plexiglas gemaakt en meet circa 2 meter breed en hoog. Door de speciale toepassing van het plexiglas spiegelt het transparante kruis zich aan elke vorm van licht en maakt zo unieke kleurtonen van het lichtspectrum zichtbaar. De kleuren veranderen voortdurend door verandering van plaats van de toeschouwer en de luchtstroom die het kruis licht beweegt.

## Kerkschat
De Mauritiuskerk heeft nog een grote kerkschat met talijke kostbare voorwerpen uit het voormalige stift. Naast de vele liturgische voorwerpen (kelken, monstransen, kandelaren) zijn ook enkele reliekhouders bewaard gebleven, onder andere een armreliekhouder van de heilige Mauritius en zijn metgezel Exuperius uit het jaar 1497. Bovendien telt de kerkschat enkele zeer waardevolle paramenten en oude gebruiksvoorwerpen.
Tot de oudste stukken worden een kleine, ongeveer 10 cm hoge zilveren kelk, een pateen en de ivoren knop van de bisschopsstaf van Frederik I gerekend. In 1970 werden deze voorwerpen uit zijn graf van 1084 gehaald. Ongeveer even oud is het met edelstenen en parels belegde Erpho-kruis, een geschenk van de in 1097 gestorven bisschop Erpho.
Bewaard bleven ook twee deels vergulde zilveren beelden uit het midden van de 14e eeuw. Een van de beelden betreft de heilige Mauritius. Hij staat op een zeshoekige sokkel, draagt het harnas, schild en zwaard en houdt de heilige lans met een vaan omhoog. Het andere beeld is een gotische Madonna met Kind, eveneens op een zeshoekige sokkel. Maria draagt een medaille om de hals en draagt op haar hoofd een kroon.
Pronkstuk van de kerkschat is het in Keulen gemaakte zogenaamde expositorium uit 1729. Het bijna twee meter hoge en anderhalve meter brede kunstwerk is van hout en met zilverbeslag bekleedt. In het midden van het expositorium kan een grote monstrans met een gewijde hostie of een kruis worden opgesteld. Het expositorium is met de sokkel, draagfiguren, baldakijn en nissen als een altaar met baldakijn vorm gegeven. In de balkzone zijn als halffiguren God de Vader en de duif van de Heilige Geest uitgebeeld.

## Orgel

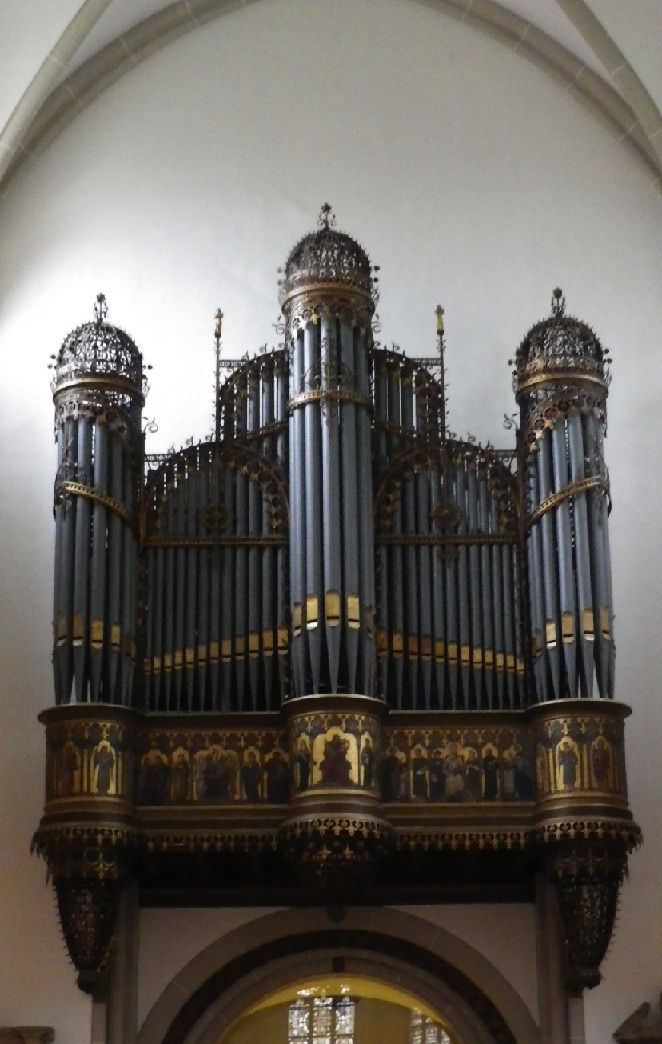
orgel

Sinds 1503 heeft er al een orgel in de kerk gestaan. Dit orgel werd door de wederdopers in 1533-1534 vernield, die ook de altaren en de schilderijen verwoestten en de gewelven van de kerk beschadigden. Daarna volgden nog een aantal verschillende instrumenten. Het huidige orgel gaat terug op het in 1882 door Friedrich Fleiter gebouwde orgel. Hij gebruikte destijds nog materiaal van een orgel uit 1833. Na meerdere veranderingen aan het instrument werd het orgel in 2002 door de orgelbouwer Romanus Seifert uit Kevelaer grotendeels in de historische toestand van 1882 teruggebracht. Het orgel is na de allesvernietigende bombardementen op de stad in de Tweede Wereldoorlog het grootste en in cultuurhistorisch opzicht het meest waardevolle instrument van de monumentale orgels in Münster. Afgezien van de uitstekende akoestiek van de kerk vallen er met het romantische klankbeeld van het orgel kathedraalachtige klanken te beluisteren. Het puur mechanische instrument heeft 22 registers. De kosten van de bouw van de orgelkas waren destijds aanmerkelijk hoger dan de bouw van het instrument zelf. De waardevolle behuizing van hetorgel is nog helemaal in originele staat. Op een gouden achtergrond is de orgelkas beschilderd met heiligen, engelen en apostelen.

## Klokken
In de westelijke toren hangen zeven klokken. De basis vormen de drie grote klokken uit de 16e eeuw. De historische klokken werden gemaakt door de klokkengieters Antonius van Utrecht en Wolter Westerhues. In de 17e en 18e eeuw werden het aantal klokken uitgebreid. Deze klokken vielen echter in de Eerste Wereldoorlog ten prooi aan beslagname en omsmelting. Pas in 1989 werden de historische klokken weer aangevuld met nieuwe, door de klokkengieterij Petit & Gebr. Edelbrock uit Gescher gegoten klokken. 